# HK Nitra
Der HK Nitra ist ein slowakischer Eishockeyclub aus Nitra, der 1926 als AC Nitra gegründet wurde und seit 2003 wieder in der slowakischen Extraliga spielt. Seine Heimspiele trägt der Verein in der 5300 Zuschauer fassenden Nitra Aréna aus.

## Geschichte
Die Geschichte des slowakischen Eishockey begann in der Region der Hohen Tatra, wo sich in vier Städten die Vereine AC Nitra, SK Banská Bystrica, HK Poprad und HC Slovan Bratislava gründeten, um Eishockey zu spielen.
1933 konnte der AC Nitra erstmals den Tatra-Pokal gewinnen. Größere Erfolge konnten erst in den achtziger Jahren gefeiert werden, da man die damals zweitklassige 1. slowakische Eishockeyliga (1. SNHL) 1983/84, 1986/87 und 1988/89 gewann. In der Saison 1989/90 stieg der AC Nitra dann in die 1. tschechoslowakische Liga (erstklassig) auf, beendete die Saison allerdings auf Rang 13, was gleichzeitig den erneuten Abstieg bedeutete. In den folgenden Jahren wurde noch zweimal (1991/92 und 1992/93) die Meisterschaft in der 1. SNHL erreicht, 1993 qualifizierte man sich damit direkt für die neu gegründete slowakische Extraliga. Seit den Anfängen der Extraliga spielte Nitra nur drei Spielzeiten nicht in der Extraliga.

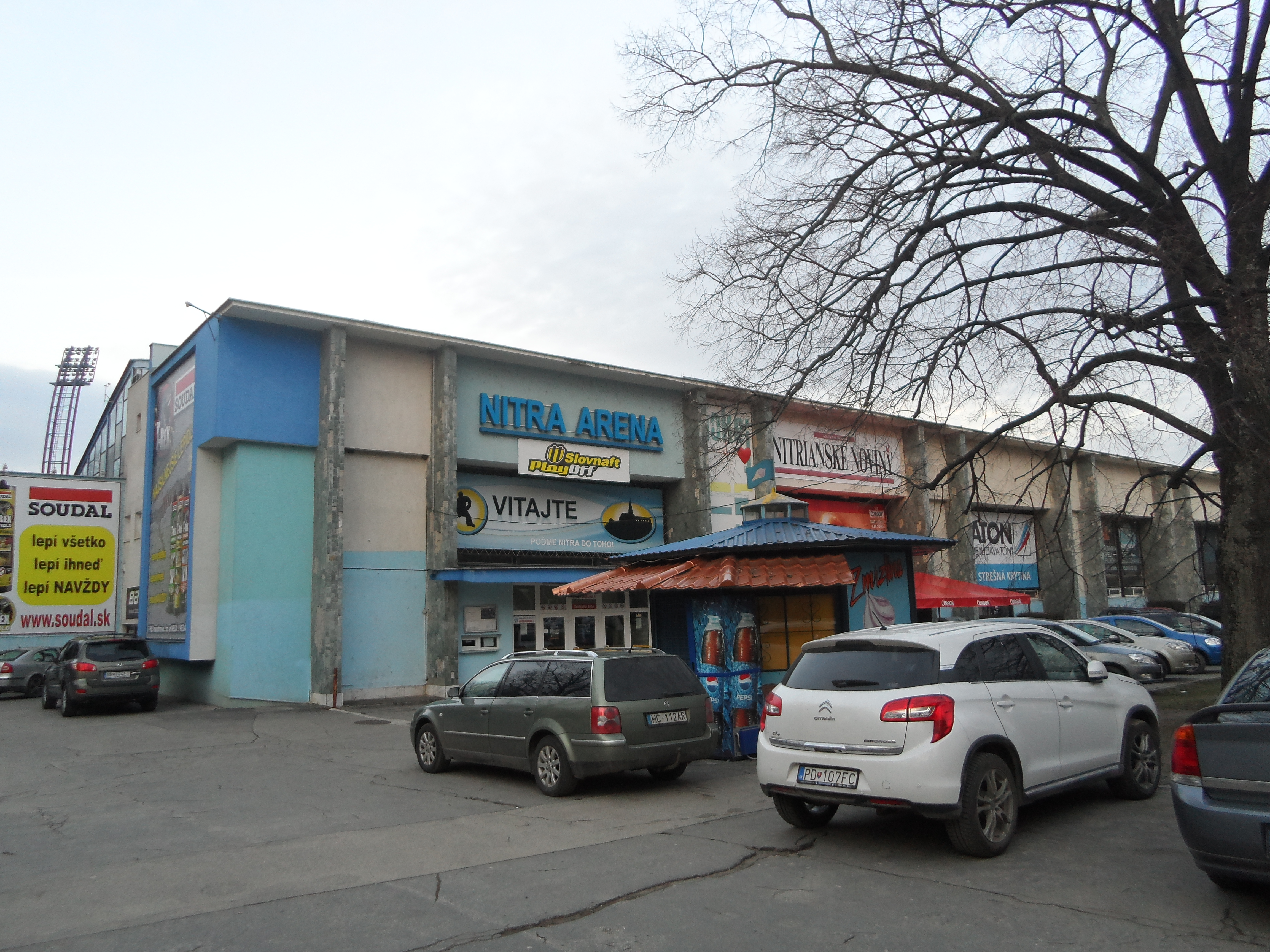
Die Nitra Aréna – Spielstätte des HK Nitra

Am Ende der Spielzeit 2002/03 konnte der HK Nitra mit der Meisterschaft in der 1. Liga den Wiederaufstieg in die Extraliga feiern. Einen Meilenstein der Vereinsgeschichte erreichte das Team in der Saison 2005/06, als es die Hauptrunde der Extraliga als Erster abschloss und in den Play-offs den dritten Platz belegte. In der gleichen Saison errangen Nitras Junioren den Meistertitel in der U18-Extraliga.
In drei der folgenden fünf Saisons erreichte man jeweils erneut die Play-offs, in denen man allerdings jedes Mal in der ersten Runde ausschied, bis man in der Spielzeit 2011/12 einen Tiefpunkt erreichte und der Abstiegsrelegation nur dadurch entging, dass der Meister der zweiten Liga nicht aufstiegsberechtigt war.
Darauf folgte jedoch eine Erfolgsserie, in welcher der HK Nitra zwei Mal ins Halbfinale und einmal ins Finale der Playoffs einzog. Den vorläufigen Höhepunkt erreichte der Verein im Jahr 2016, als er mit dem erstmaligen Gewinn der nationalen Meisterschaft seinen größten Erfolg feierte.
Auch in der Folgezeit zählte man zu den Spitzenteams der Liga, so gelang es in der Saison 2017/18 noch einmal die Hauptrunde als bestes Team abzuschließen und noch drei weitere Male in das Finale der Play-offs vorzustoßen, welche jedoch alle verloren wurden.
In der Spielzeit 2022/23 gewann der Klub den zweitwichtigsten europäischen Vereinswettbewerb, den IIHF Continental Cup, wobei im Laufe des Wettbewerbs jedes einzelne Spiel gewonnen wurde. Ein Jahr später gelang dem Klub der Gewinn des zweiten slowakischen Meistertitels.

## Namen
Im Laufe seiner Geschichte wurde der Verein mehrfach umbenannt. Bisherige Namen waren u. a.: AC Nitra; Plastika Nitra; MHC Plastika Nitra; MHC Nitra; HC Nitra; HK Dynamax Nitra; HK Dynamax Oil Nitra; HK Ardo Nitra.

## Erfolge
- Slowakischer Meister 2016, 2024
- Sieger des IIHF Continental Cup 2022/23
- Erreichen der K.O.-Phase der Champions Hockey League 2016/17
- Aufstieg in die 1. tschechoslowakische Liga zur Saison 1990/91
- Gewinn der Hauptrunde der Extraliga 2005/06 und 2017/18
- Slowakischer Vizemeister der Extraliga 2013/14, 2016/17, 2018/19 und 2021/22
- Gewinn der slowakischen 1. Liga (1. SNHL) 1983/84, 1986/87, 1988/89, 1991/92 und 1992/93 (Aufstieg in die slowakische Extraliga 1992/93)
- Meister der 1. Liga 2002/03 und Aufstieg in die Extraliga
- Meister der U20-Extraliga 1996/97 und 1997/98
- Meister der U18-Extraliga 2005/06
- Vizemeister der U18-Extraliga 2000/01

## Spieler

### Meisterkader
Slowakischer Meister 2015/16
| Torhüter: Vlastimil Lakosil, Michal Valent Verteidiger: Filip Kuzma, Peter Podhradský, Peter König, Branislav Mezei, Jamie Milam, Peter Ordzovenský, Justin Barker, Dušan Milo Angreifer: Edmund Piačka, Juraj Štefanka, Radoslav Macík, Miroslav Pupák, Henrich Ručkay, Filip Bajtek, Matej Bene, Tibor Kutálek, Matt Beca, Petr Stoukal, Marek Slovák, David Laliberté, Judd Blackwater Trainer: Antonín Stavjaňa, Andrej Kmeč |

IIHF Continental Cup Sieger 2022/23
| Torhüter: David Honzik, Libor Kašík, Matthew O’Connor Verteidiger: Martin Bodak, Cody Donaghey, Macoy Erkamps, Oliver Fatul, František Gajdoš, Luke Green, Branislav Mezei, Miroslav Pupák, Ivan Švarný, Martin Vitaloš Angreifer: Jozef Baláž, Filips Buncis, Sebastian Cederle, Michael Drábek, Reid Duke, Jake Elmer, Sahir Gill, Tomáš Hrnka, Phil Knies, Filip Krivošík, Jakub Lacka, Ondrej Molnár, Brad Morrison, Oleksii Myklukha, Juraj Pekarcik, Samuel Solensky, Adam Sýkora, Marek Tvrdoň Trainer: Antonín Stavjaňa, Dušan Milo |

Slowakischer Meister 2023/24
| Torhüter: Sami Aittokallio, Juraj Beržinec, Libor Kašík Verteidiger: Matej Bača, Alex Cotton, Oliver Fatul, František Gajdoš, Mikko Kousa, Branislav Mezei, Marko Stacha, Peter Valent, Martin Vitaloš Angreifer: Robert Baco, Filip Bajtek, Milos Bubela, Samuel Bucek, Sebastian Cederle, Brent Gates, Sahir Gill, Tomáš Hrnka, Robby Jackson, David Kodhaj, Jakub Lacka, Patrick Newell, David Okolicany, Tomáš Pobezal Trainer: Antonín Stavjaňa, Dušan Milo, Ivan Švarný |

### Bekannte ehemalige Spieler
Zu den ehemaligen Spieler gehören folgende Eishockeyspieler:
| - Dr. Valent – der Gründer des Eishockey in Nitra - Ján Filc – langjähriger Trainer der slowakischen Nationalmannschaft, Weltmeister bei der WM 2002 in Göteborg - Ivan Hrtús – langjähriger Spieler - Jozef Daňo – ehemaliger Nationalspieler - Andrej Kollár – Nationalspieler - Miroslav Kováčik – Nationalspieler - Robert Kristan – slowenischer Olympiateilnehmer 2014 | - Žigmund Pálffy – ehemaliger Spieler der Pittsburgh Penguins, New York Islanders und Los Angeles Kings - Ľubomír Kolník - Ivan Čiernik - Jozef Stümpel - Juraj Kolník - Miroslav Zálešák - Štefan Ružička |